# Habenaria phantasma
Habenaria phantasma är en orkidéart som beskrevs av La Croix. Habenaria phantasma ingår i släktet Habenaria och familjen orkidéer. Inga underarter finns listade i Catalogue of Life.